# Sindaci di Catania
Di seguito l'elenco cronologico dei sindaci di Catania e delle altre figure apicali equivalenti che si sono succedute nel corso della storia.

## Regno delle Due Sicilie (1816-1848)
| Periodo            | Periodo     | Primo cittadino                                                       | Partito | Carica   | Note |
| ------------------ | ----------- | --------------------------------------------------------------------- | ------- | -------- | ---- |
| estate 1818 / 1819 | luglio 1820 | Raimondo Sammartino del Pardo                                         |         | patrizio |      |
| luglio 1820        | marzo 1821  | Nove mesi senza istituzioni a causa dei moti rivoluzionari in Sicilia |         | -        |      |
| marzo 1821         | aprile 1821 | Francesco Paternò Castello, duca di Carcaci                           |         | patrizio |      |
| 1821               | 1824        | Raimondo Sammartino del Pardo                                         |         | patrizio |      |
| 1824               | 1827        | Giuseppe Alvaro Paternò e Paternò Castello di Sperlinga e Manganelli  |         | patrizio |      |
| 18..               | 1829        | Michele Alessi Ciancio                                                |         | patrizio |      |
| 1830               | 1834        | Giovanni Grimaldi di Serravalle                                       |         | patrizio |      |
| 18..               | 1835        | Mario Gravina                                                         |         | patrizio |      |
| 1837               | 1848        | Antonino Alessi Celesti                                               |         | patrizio |      |

## Regno di Sicilia (1848-1849)
| Periodo       | Periodo     | Primo cittadino                         | Partito | Carica   | Note |
| ------------- | ----------- | --------------------------------------- | ------- | -------- | ---- |
| febbraio 1848 | agosto 1848 | Alberto Trigona Joppolo di Misterbianco |         | Patrizio |      |

## Regno delle Due Sicilie (1849-1861)
| Periodo         | Periodo          | Primo cittadino                     | Partito | Carica   | Note |
| --------------- | ---------------- | ----------------------------------- | ------- | -------- | ---- |
| 9 aprile 1849   | 1851             | Antonino Alessi Celesti             |         | patrizio |      |
| 1852            | 1852             | Giuseppe Gioeni                     |         | patrizio |      |
| 1852            | 1852             | Tommaso Paternò Castello di Bicocca |         | patrizio |      |
| 1853            | 185.             | Francesco Grimaldi di Serravalle    |         | patrizio |      |
| 1858            | 1858             | Mario Scammacca Gravina             |         | patrizio |      |
| 1858            | 1858             | Francesco Moncada Paternò Castello  |         | patrizio |      |
| 1858            | 1860             | Antonino Paternò del Toscano        |         | patrizio |      |
| 26 gennaio 1860 | 14 maggio 1860   | Enrico Pisani Ciancio               |         | patrizio |      |
| 13 giugno 1860  | 14 dicembre 1860 | Francesco Pucci di Sangiuliano      |         | patrizio |      |

## Regno d'Italia (1861-1946)
| Periodo           | Periodo           | Primo cittadino                                     | Partito | Carica                    | Note |
| ----------------- | ----------------- | --------------------------------------------------- | ------- | ------------------------- | ---- |
| 1º aprile 1861    | 30 gennaio 1863   | Giacomo Gravina                                     |         | delegato str.             |      |
| 27 luglio 1863    | 19 gennaio 1866   | Antonino Alonzo                                     |         | sindaco                   |      |
| 1º febbraio 1866  | 14 luglio 1866    | Francesco Imbert Paternò Gioeni                     |         | sindaco                   |      |
| 1º gennaio 1867   | 11 agosto 1871    | Domenico Bonaccorsi di Casalotto                    |         | sindaco                   |      |
| 14 ottobre 1871   | 2 ottobre 1873    | Antonino Paternò del Toscano                        |         | sindaco                   |      |
| 1873              | settembre 1874    | Angelo Orsini Faraone                               |         | sindaco funzionante       |      |
| settembre 1874    | 1875              | Antonio Paternò Gioeni d'Imbert                     |         | sindaco                   |      |
| 28 novembre 1875  | 31 maggio 1877    | Francesco Tenerelli                                 |         | sindaco                   |      |
| 27 marzo 1878     | 2 gennaio 1879    | Antonino Paternò del Toscano                        |         | sindaco                   |      |
| 1879              | 1879              | Paolo Cordaro                                       |         | sindaco funzionante       |      |
| 1879              | 1879              | Paolo Lieto                                         |         | sindaco funzionante       |      |
| 27 novembre 1879  | 25 marzo 1882     | Antonino Paternò Castello, marchese di San Giuliano |         | sindaco                   |      |
| marzo 1882        | ottobre 1882      | Benedetto Sardo Maugeri                             |         | sindaco funzionante       |      |
| 26 ottobre 1882   | 27 agosto 1883    | Enrico Paternò Castello di Carcaci                  |         | sindaco funzionante       |      |
| agosto 1883       | dicembre 1883     | Antonino Ferrarotto                                 |         | sindaco funzionante       |      |
| gennaio 1884      | agosto 1884       | Francesco Gagliani Alessi                           |         | sindaco funzionante       |      |
| 18 dicembre 1884  | 18 maggio 1885    | Federico Pasculli                                   |         | regio commissario         |      |
| 27 maggio 1885    | 18 dicembre 1885  | Abramo Vasta Fragalà                                |         | sindaco funzionante       |      |
| 2 febbraio 1886   | 12 febbraio 1886  | Mario Bonaiuto Scuto                                |         | sindaco funzionante       |      |
| febbraio 1886     | 28 giugno 1886    | Giuseppe Pizzarelli                                 |         | sindaco funzionante       |      |
| giugno 1886       | 1886              | Paolo Cordaro                                       |         | sindaco funzionante       |      |
| 25 settembre 1886 | ottobre 1886      | Michele Paternò Castello di Bicocca                 |         | sindaco funzionante       |      |
| 23 ottobre 1886   | dicembre 1886     | Paolo Cordaro                                       |         | sindaco funzionante       |      |
| 18 dicembre 1886  | 18 giugno 1887    | Luigi Landolina                                     |         | sindaco funzionante       |      |
| 18 luglio 1887    | 28 luglio 1887    | Giambattista Carosio                                |         | regio commissario         |      |
| 4 agosto 1887     | 21 ottobre 1887   | Camillo Finocchiaro Aprile                          |         | regio commissario         |      |
| 12 gennaio 1888   | 26 gennaio 1888   | Giuseppe Bonajuto Paternò Castello                  |         | sindaco funzionante       |      |
| 28 gennaio 1888   | 4 febbraio 1888   | Abramo Vasta Fragalà                                |         | sindaco funzionante       |      |
| 29 marzo 1888     | 23 luglio 1889    | Antonino Ferrarotto                                 |         | sindaco funzionante       |      |
| 23 luglio 1889    | 3 agosto 1889     | Pietro Aprile di Cimia                              |         | sindaco funzionante       |      |
| 4 febbraio 1888   | 19 marzo 1889     | Giuseppe Pizzarelli                                 |         | sindaco funzionante       |      |
| 3 agosto 1889     | 18 novembre 1889  | Giuseppe Lucio                                      |         | regio commissario         |      |
| 19 novembre 1889  | 4 giugno 1890     | Giovambattista Paternò del Toscano                  |         | sindaco                   |      |
| 19 luglio 1890    | 26 dicembre 1890  | Camillo Garroni Carbonara                           |         | regio commissario         |      |
| 7 gennaio 1891    | 28 ottobre 1892   | Giuseppe Carnazza Puglisi                           |         | sindaco                   |      |
| 14 gennaio 1893   | 5 dicembre 1894   | Antonio Sapuppo Asmundo                             |         | sindaco                   |      |
| 10 dicembre 1894  | 26 luglio 1895    | Benedetto Giustiniani                               |         | regio commissario         |      |
| 6 agosto 1895     | 4 febbraio 1897   | Antonio Sapuppo Asmundo                             |         | sindaco                   |      |
| 8 febbraio 1897   | 10 maggio 1897    | Antonio Sapuppo Asmundo                             |         | commissario               |      |
| 11 maggio 1897    | 6 agosto 1897     | Onorato Germonio                                    |         | commissario               |      |
| 21 agosto 1897    | 7 gennaio 1898    | Antonio Ursino Recupero                             |         | sindaco                   |      |
| 10 gennaio 1898   | 12 febbraio 1898  | Antonio Ursino Recupero                             |         | sindaco                   |      |
| 15 febbraio 1898  | 24 gennaio 1899   | Giovanni Leonardi                                   |         | sindaco                   |      |
| 21 febbraio 1899  | 31 agosto 1899    | Antonio Sapuppo Asmundo                             |         | sindaco                   |      |
| 18 settembre 1899 | 1º settembre 1900 | Mario Bonaiuto Scuto                                |         | sindaco                   |      |
| 2 settembre 1900  | 25 maggio 1901    | Mario Bonaiuto Scuto                                |         | sindaco                   |      |
| 7 giugno 1901     | 31 ottobre 1901   | Giovanni Leonardi                                   |         | sindaco                   |      |
| 5 dicembre 1901   | 19 giugno 1902    | Adolfo Ferrari                                      |         | commissario               |      |
| 24 luglio 1902    | 31 marzo 1906     | Giuseppe de Felice Giuffrida                        |         | prosindaco                |      |
| 31 marzo 1906     | 1º agosto 1906    | Salvatore Di Stefano Giuffrida                      |         | sindaco                   |      |
| 11 ottobre 1906   | 26 novembre 1906  | Salvatore Di Stefano Giuffrida                      |         | sindaco                   |      |
| 29 novembre 1906  | 24 febbraio 1910  | Santi Consoli                                       |         | sindaco                   |      |
| 25 febbraio 1910  | 20 luglio 1910    | Salvatore Di Stefano Giuffrida                      |         | sindaco                   |      |
| 21 luglio 1910    | 3 ottobre 1910    | Saverio Castrucci                                   |         | commissario               |      |
| 3 ottobre 1910    | 3 settembre 1912  | Giuseppe Pizzarelli                                 |         | sindaco                   |      |
| 17 ottobre 1912   | 20 luglio 1914    | Giuseppe de Felice Giuffrida                        |         | prosindaco                |      |
| 21 luglio 1914    | 8 luglio 1916     | Gaetano Majorana                                    |         | sindaco                   |      |
| 15 luglio 1916    | 3 gennaio 1920    | Antonio Sapuppo Asmundo                             |         | sindaco                   |      |
| 3 gennaio 1920    | 19 luglio 1920    | Giuseppe de Felice Giuffrida                        |         | prosindaco                |      |
| 14 agosto 1920    | 30 novembre 1920  | Salvatore Distefano Noce                            |         | sindaco                   |      |
| 1º dicembre 1920  | 31 ottobre 1922   | Carlo Ardizzoni                                     |         | sindaco                   |      |
| 31 ottobre 1922   | 10 novembre 1922  | Roberto Fonte                                       |         | commissario               |      |
| 13 novembre 1922  | 2 gennaio 1923    | Annibale Fergola                                    |         | commissario               |      |
| 10 gennaio 1923   | 23 aprile 1923    | Ignazio Liotta                                      |         | regio commissario         |      |
| 27 aprile 1923    | 5 maggio 1923     | Enrico De Maria                                     |         | commissario pref.         |      |
| 9 maggio 1923     | 28 luglio 1923    | Federico Miglio                                     |         | commissario pref.         |      |
| 1º agosto 1923    | 16 settembre 1924 | Giuseppe Botti                                      |         | commissario pref.         |      |
| 21 settembre 1924 | 29 ottobre 1924   | Edoardo Spasiano                                    |         | commissario pref.         |      |
| 5 novembre 1924   | 20 maggio 1925    | Ernesto Cianciolo                                   |         | commissario pref.         |      |
| 25 maggio 1925    | 27 luglio 1925    | Francesco Sofia                                     |         | commissario pref.         |      |
| 29 luglio 1925    | 2 ottobre 1925    | Antonio Sapuppo Asmundo                             |         | commissario pref.         |      |
| 8 ottobre 1925    | 19 febbraio 1926  | Antonio Sapuppo Asmundo                             |         | sindaco                   |      |
| 23 febbraio 1926  | 15 gennaio 1927   | Carlo Carnazza Puglisi                              |         | prosindaco                |      |
| 26 gennaio 1927   | 18 luglio 1927    | Osvaldo Nobile                                      |         | commissario pref.         |      |
| 18 luglio 1927    | 10 dicembre 1927  | Alberto Giannone                                    |         | commissario               |      |
| 12 dicembre 1927  | 2 maggio 1929     | Luigi Paternò Castello di Raddusa                   |         | podestà                   |      |
| 10 maggio 1929    | 18 ottobre 1931   | Antonino Grimaldi di Serravalle                     |         | podestà                   |      |
| 19 ottobre 1931   | 4 ottobre 1933    | Luigi Antonio La Farina                             |         | regio commissario         |      |
| 5 ottobre 1933    | 22 settembre 1935 | Gerolamo Longhena                                   |         | podestà                   |      |
| 23 settembre 1935 | 13 luglio 1937    | Stanislao Caboni                                    |         | commissario prefettizio   |      |
| 14 luglio 1937    | 8 luglio 1939     | Michelangelo Paternò del Toscano di Campochiaro     |         | podestà                   |      |
| 9 luglio 1939     | 4 agosto 1939     | Antonio Antonucci                                   |         | vice-podestà              |      |
| 5 agosto 1939     | 25 gennaio 1940   | Ugo Severini                                        |         | commissario straordinario |      |
| 26 gennaio 1940   | 26 marzo 1940     | Emanuele Giardina                                   |         | commissario straordinario |      |
| 27 marzo 1940     | 31 marzo 1943     | Emanuele Giardina                                   |         | podestà                   |      |
| 1º aprile 1943    | 19 agosto 1943    | Antonino Paternò Castello di San Giuliano           |         | podestà                   |      |
| 20 agosto 1943    | 30 novembre 1943  | Antonino Paternò Castello di San Giuliano           |         | sindaco                   |      |
| 1º dicembre 1943  | 10 gennaio 1944   | Giuseppe Poli                                       |         | commissario pref.         |      |
| 11 gennaio 1944   | 27 settembre 1945 | Carlo Ardizzoni                                     |         | sindaco                   |      |
| 27 settembre 1945 | 7 gennaio 1947    | Salvatore Pepe                                      |         | commissario pref.         |      |

## Repubblica Italiana (dal 1946)
| Sindaci eletti dal Consiglio comunale (1946-1993)    | Sindaci eletti dal Consiglio comunale (1946-1993) | Sindaci eletti dal Consiglio comunale (1946-1993) | Sindaci eletti dal Consiglio comunale (1946-1993) | Sindaci eletti dal Consiglio comunale (1946-1993) | Sindaci eletti dal Consiglio comunale (1946-1993) | Sindaci eletti dal Consiglio comunale (1946-1993) | Sindaci eletti dal Consiglio comunale (1946-1993) | Sindaci eletti dal Consiglio comunale (1946-1993) |
| Nominativo                                           | Nominativo                                        | Partito                                           | Partito                                           | Partito                                           | Partito                                           | Mandato                                           | Mandato                                           | Elezione                                          |
| Nominativo                                           | Nominativo                                        | Partito                                           | Partito                                           | Partito                                           | Partito                                           | Inizio                                            | Fine                                              | Elezione                                          |
| ---------------------------------------------------- | ------------------------------------------------- | ------------------------------------------------- | ------------------------------------------------- | ------------------------------------------------- | ------------------------------------------------- | ------------------------------------------------- | ------------------------------------------------- | ------------------------------------------------- |
|                                                      | Gregorio Guarnaccia                               |                                                   | Fronte dell'Uomo Qualunque                        | Fronte dell'Uomo Qualunque                        | Fronte dell'Uomo Qualunque                        | 8 gennaio 1947                                    | 31 marzo 1947                                     | Elezione 1946                                     |
|                                                      | Nicolò Pittari                                    |                                                   | Partito Democratico del Lavoro                    | Partito Democratico del Lavoro                    | Partito Democratico del Lavoro                    | 10 aprile 1947                                    | 8 luglio 1948                                     | Elezione 1946                                     |
|                                                      | Giovanni Perni                                    |                                                   | Partito Nazionale Monarchico                      | Partito Nazionale Monarchico                      | Partito Nazionale Monarchico                      | 9 luglio 1948                                     | 23 settembre 1950                                 | Elezione 1946                                     |
|                                                      | Salvatore Gallo Poggi                             |                                                   | Movimento per l'Indipendenza della Sicilia        | Movimento per l'Indipendenza della Sicilia        | Movimento per l'Indipendenza della Sicilia        | 24 settembre 1950                                 | 11 gennaio 1952                                   | Elezione 1946                                     |
|                                                      | Ferruccio Scolaro (Commissario prefettizio)       | –                                                 | –                                                 | –                                                 | –                                                 | 11 gennaio 1952                                   | 7 luglio 1952                                     | –                                                 |
|                                                      | Domenico Magrì                                    |                                                   | Democrazia Cristiana                              | Democrazia Cristiana                              | Democrazia Cristiana                              | 7 luglio 1952                                     | 14 novembre 1953                                  | Elezione 1952                                     |
|                                                      | Luigi La Ferlita                                  |                                                   | Democrazia Cristiana                              | Democrazia Cristiana                              | Democrazia Cristiana                              | 21 novembre 1953                                  | 1956                                              | Elezione 1952                                     |
| 1956                                                 | Luigi La Ferlita                                  | 7 novembre 1960                                   | Democrazia Cristiana                              | Democrazia Cristiana                              | Democrazia Cristiana                              | Elezione 1956                                     |                                                   |                                                   |
|                                                      | Salvatore Papale                                  |                                                   | Democrazia Cristiana                              | Democrazia Cristiana                              | Democrazia Cristiana                              | 22 novembre 1960                                  | 14 dicembre 1964                                  | Elezione 1960                                     |
|                                                      | Antonino Drago                                    |                                                   | Democrazia Cristiana                              | Democrazia Cristiana                              | Democrazia Cristiana                              | 14 dicembre 1964                                  | 3 novembre 1967                                   | Elezione 1964                                     |
|                                                      | Giuseppe Gulli                                    |                                                   | Democrazia Cristiana                              | Democrazia Cristiana                              | Democrazia Cristiana                              | 3 novembre 1967                                   | 27 ottobre 1969                                   | Elezione 1964                                     |
|                                                      | Salvatore Micale                                  |                                                   | Democrazia Cristiana                              | Democrazia Cristiana                              | Democrazia Cristiana                              | 27 ottobre 1969                                   | 1970                                              | Elezione 1964                                     |
| 1970                                                 | Salvatore Micale                                  | 21 gennaio 1972                                   | Democrazia Cristiana                              | Democrazia Cristiana                              | Democrazia Cristiana                              | Elezione 1970                                     |                                                   |                                                   |
|                                                      | Ignazio Marcoccio                                 |                                                   | Democrazia Cristiana                              | Democrazia Cristiana                              | Democrazia Cristiana                              | Elezione 1970                                     | 21 gennaio 1972                                   | 3 agosto 1975                                     |
|                                                      | Domenico Magrì                                    |                                                   | Democrazia Cristiana                              | Democrazia Cristiana                              | Democrazia Cristiana                              | 3 agosto 1975                                     | 11 aprile 1978                                    | Elezione 1975                                     |
|                                                      | Salvatore Coco                                    |                                                   | Democrazia Cristiana                              | Democrazia Cristiana                              | Democrazia Cristiana                              | 11 aprile 1978                                    | 31 marzo 1980                                     | Elezione 1975                                     |
| 12 aprile 1980                                       | Salvatore Coco                                    | 28 giugno 1982                                    | Democrazia Cristiana                              | Democrazia Cristiana                              | Democrazia Cristiana                              | Elezione 1980                                     |                                                   |                                                   |
|                                                      | Angelo Munzone                                    |                                                   | Democrazia Cristiana                              | Democrazia Cristiana                              | Democrazia Cristiana                              | Elezione 1980                                     | 28 giugno 1982                                    | 10 febbraio 1984                                  |
|                                                      | Giuseppe Patanè                                   |                                                   | Democrazia Cristiana                              | Democrazia Cristiana                              | Democrazia Cristiana                              | 10 febbraio 1984                                  | 3 agosto 1984                                     | Elezione 1983                                     |
|                                                      | Francesco Attaguile                               |                                                   | Democrazia Cristiana                              | Democrazia Cristiana                              | Democrazia Cristiana                              | 4 agosto 1984                                     | 28 luglio 1985                                    | Elezione 1983                                     |
|                                                      | Antonino Mirone                                   |                                                   | Democrazia Cristiana                              | Democrazia Cristiana                              | Democrazia Cristiana                              | 27 luglio 1985                                    | 27 maggio 1986                                    | Elezione 1983                                     |
|                                                      | Giuseppe Sangiorgio                               |                                                   | Democrazia Cristiana                              | Democrazia Cristiana                              | Democrazia Cristiana                              | 13 dicembre 1986                                  | 29 settembre 1987                                 | Elezione 1983                                     |
| 20 novembre 1987                                     | Giuseppe Sangiorgio                               | 16 dicembre 1987                                  | Democrazia Cristiana                              | Democrazia Cristiana                              | Democrazia Cristiana                              |                                                   |                                                   | Elezione 1983                                     |
|                                                      | Giuseppe Azzaro                                   |                                                   | Democrazia Cristiana                              | Democrazia Cristiana                              | Democrazia Cristiana                              | 16 dicembre 1987                                  | 26 dicembre 1987                                  | Elezione 1983                                     |
|                                                      | Nicolò Scialabba (Commissario straordinario)      | –                                                 | –                                                 | –                                                 | –                                                 | 23 gennaio 1988                                   | 29 luglio 1988                                    | –                                                 |
|                                                      | Enzo Bianco                                       |                                                   | Partito Repubblicano Italiano                     | Partito Repubblicano Italiano                     | Partito Repubblicano Italiano                     | 29 luglio 1988                                    | 1º dicembre 1989                                  | Elezione 1988                                     |
|                                                      | Guido Ziccone                                     |                                                   | Democrazia Cristiana                              | Democrazia Cristiana                              | Democrazia Cristiana                              | 1º dicembre 1989                                  | 2 gennaio 1991                                    | Elezione 1988                                     |
|                                                      | Giuseppe Azzaro                                   |                                                   | Democrazia Cristiana                              | Democrazia Cristiana                              | Democrazia Cristiana                              | 7 febbraio 1991                                   | 14 ottobre 1991                                   | Elezione 1988                                     |
|                                                      | Luigi Giusso                                      |                                                   | Democrazia Cristiana                              | Democrazia Cristiana                              | Democrazia Cristiana                              | 18 novembre 1991                                  | 14 gennaio 1992                                   | Elezione 1988                                     |
|                                                      | Angelo Lo Presti                                  |                                                   | Partito Socialista Democratico Italiano           | Partito Socialista Democratico Italiano           | Partito Socialista Democratico Italiano           | 1992                                              | 27 giugno 1992                                    | Elezione 1988                                     |
|                                                      | Alessandro Migliaccio (Commissario prefettizio)   | –                                                 | –                                                 | –                                                 | –                                                 | 28 agosto 1992                                    | 20 giugno 1993                                    | –                                                 |
| Sindaci eletti direttamente dai cittadini (dal 1993) |                                                   |                                                   |                                                   |                                                   |                                                   |                                                   |                                                   |                                                   |
| Nominativo                                           | Nominativo                                        | Partito                                           | Partito                                           | Coalizione                                        | Coalizione                                        | Mandato                                           | Mandato                                           | Elezione                                          |
| Nominativo                                           | Nominativo                                        | Partito                                           | Partito                                           | Coalizione                                        | Coalizione                                        | Inizio                                            | Fine                                              | Elezione                                          |
|                                                      | Enzo Bianco                                       |                                                   | Alleanza Democratica                              |                                                   | PDS-PRI-FdV-PPR                                   | 20 giugno 1993                                    | 30 novembre 1997                                  | Elezione 1993                                     |
|                                                      | Enzo Bianco                                       | I Democratici                                     |                                                   | PPI-PDS-PRC-FdV-L. civiche                        | 30 novembre 1997                                  | 3 gennaio 2000                                    | Elezione 1997                                     |                                                   |
|                                                      | Vittorio Piraneo (Commissario prefettizio)        | –                                                 | –                                                 | –                                                 | –                                                 | 19 gennaio 2000                                   | 16 aprile 2000                                    | –                                                 |
|                                                      | Umberto Scapagnini                                |                                                   | Forza Italia                                      |                                                   | FI-AN-L. civiche                                  | 16 aprile 2000                                    | 15 maggio 2005                                    | Elezione 2000                                     |
|                                                      | Umberto Scapagnini                                | FI-AN-MpA-UDC-L. civiche                          | Forza Italia                                      | 15 maggio 2005                                    | 12 febbraio 2008                                  | Elezione 2005                                     |                                                   |                                                   |
|                                                      | Elita Schillaci (Vicesindaco facente funzioni)    | FI-AN-MpA-UDC-L. civiche                          |                                                   | Movimento per le Autonomie                        | 12 febbraio 2008                                  | Elezione 2005                                     | 9 marzo 2008                                      |                                                   |
|                                                      | Vincenzo Emanuele (Commissario prefettizio)       | –                                                 | –                                                 | –                                                 | –                                                 | 10 marzo 2008                                     | 20 giugno 2008                                    | –                                                 |
|                                                      | Raffaele Stancanelli                              |                                                   | Il Popolo della Libertà                           |                                                   | PdL-MpA-UdC-L. civiche                            | 20 giugno 2008                                    | 15 giugno 2013                                    | Elezione 2008                                     |
|                                                      | Enzo Bianco                                       |                                                   | Partito Democratico                               |                                                   | PD-SEL-L. civiche                                 | 15 giugno 2013                                    | 18 giugno 2018                                    | Elezione 2013                                     |
|                                                      | Salvo Pogliese                                    |                                                   | Forza Italia                                      |                                                   | FI-Lega-FdI-#DB-MpA— UdC-L. civiche               | 18 giugno 2018                                    | 30 luglio 2020                                    | Elezione 2018                                     |
|                                                      | Roberto Bonaccorsi (Vicesindaco facente funzioni) |                                                   | Indipendente                                      | 30 luglio 2020                                    | FI-Lega-FdI-#DB-MpA— UdC-L. civiche               | 5 dicembre 2020                                   |                                                   | Elezione 2018                                     |
|                                                      | Salvo Pogliese                                    |                                                   | Fratelli d'Italia                                 | 5 dicembre 2020                                   | FI-Lega-FdI-#DB-MpA— UdC-L. civiche               | 24 gennaio 2022                                   |                                                   | Elezione 2018                                     |
|                                                      | Roberto Bonaccorsi (Vicesindaco facente funzioni) |                                                   | Indipendente                                      | 24 gennaio 2022                                   | FI-Lega-FdI-#DB-MpA— UdC-L. civiche               | 9 settembre 2022                                  |                                                   | Elezione 2018                                     |
|                                                      | Federico Portoghese (Commissario prefettizio)     | –                                                 | –                                                 | –                                                 | –                                                 | 9 settembre 2022                                  | 30 gennaio 2023                                   | –                                                 |
|                                                      | Piero Mattei (Commissario prefettizio)            | –                                                 | –                                                 | –                                                 | –                                                 | 30 gennaio 2023                                   | 5 giugno 2023                                     | –                                                 |
|                                                      | Enrico Trantino                                   |                                                   | Fratelli d'Italia                                 |                                                   | FdI-Lega-FI-MpA—NM-L. civiche                     | 5 giugno 2023                                     | in carica                                         | Elezione 2023                                     |